# Kirche (Heraldik)

Wappen der Gemeinde Kirchberg an der Murr

Die Wappenfigur Kirche wird als Gemeine Figur in der Heraldik in zwei Formen dargestellt. 
Einmal wird an einem stilisierten Turm, oft in der Art eines Glockenturmes, ein Haus im Aufriss angesetzt oder dahinter gestellt. Die zweite Möglichkeit ist die räumliche Darstellung eines Kirchengebäudes im Wappen. Ihre eindeutige Zuordnung zum Kirchengebäude wird mit einem Kreuz auf dem Turm erreicht. 
Die Farbgebung ist sehr variabel. Oft wird das Dach in abweichender Tingierung gefärbt und muss auch bei der Beschreibung erwähnt werden. Fenster und Türen sind meistens nur in Schwarz, also heraldisch unbelichtet. Als Stand wird ein Berg (Dreiberg) oder eine grüne Standfläche (Wiese) gewählt. Das Gebäude kann auch nur frei im Wappen mittig gestellt sein. Die Turmstellung links oder rechts ist zu blasonieren. 
Die mögliche Vielfalt des Wappenbildes ist sehr groß. Anlass als Wappenbild sind oft in der Geschichte des Wappenträgers zu suchen oder war beziehungsweise ist ein in der Gemeinde oder Stadt markantes Gebäude. Beispiel ist die Domdarstellung im Wappen von Speyer.

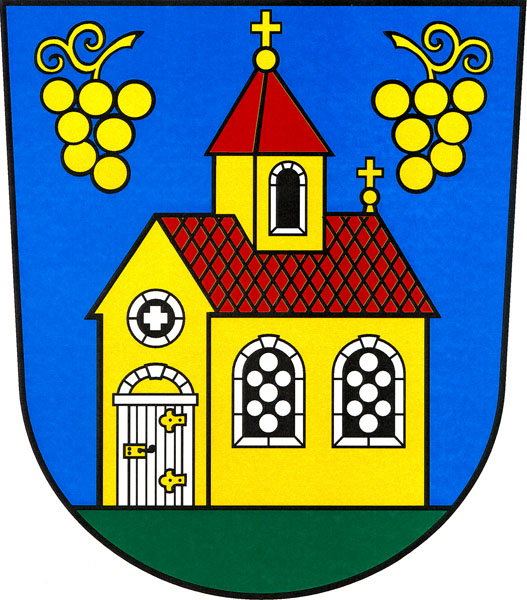
Wappen mit einer Kapelle

Die heraldische Darstellung einer Kirche ohne Turm wird als Kapelle blasoniert. Wichtig ist dann aber ein entsprechender Dachreiter.